# Dwijendra Kumar Ray-Chaudhuri
Dwijendra Kumar Ray-Chaudhuri ou Dijen Kumar Ray-Chaudhuri, né le 1er novembre 1933 à Narayanganj, alors en Raj britannique, est un mathématicien indo-américain, professeur émérite à l'université d'État de l'Ohio. Il travaille en combinatoire, et notamment en design combinatoire. Il est connu comme coinventeur du code BCH qui porte son nom avec ceux de Raj Chandra Bose et Alexis Hocquenghem. Ray-Chaudhuri a la nationalité américaine.

## Biographie
Ray-Chaudhuri étudie à l'université de Calcutta, avec un master en 1956, et à l'université de Caroline du Nord à Chapel Hill, où il obtient en 1959 un Ph. D. sous la direction de Raj Chandra Bose (titre de la thèse : « On the Application of the Geometry of Quadrics to the Construction of Partially Balanced Incomplete Block Designs and Error Correcting Binary Codes »). En 1956-1957 et 1961-1962 il est chercheur à l'Institut indien de statistiques à Calcutta. En 1960 il devient professeur assistant à l'université de Caroline du Nord]. Il travaille en 1960 aux Laboratoires Bell et en 1961 à la Rand Corporation. De 1962 à 1965 il est chercheur IBM au Thomas J. Watson Research Center. En 1965-19666 il est Visiting Associate Professor à l'université du Wisconsin et, à partir de 1966, professeur à l'université d'État de l'Ohio, où il est de 1979 à 1982 et de 1990 à 1994 chairman du département de mathématiques. Il séjourne comme professeur invité à Göttingen, Erlangen, Londres et au Tata Institute of Fundamental Research.

## Recherche
Ray-Chaudhuri a développé, avec R. C. Bose (en) et Alexis Hocquenghem, le Code BCH,. En 1968, il résout avec son étudiant Richard M. Wilson, le cas général du problème des 15 écolières aussi appelé problème des écolières de Kirkman posé par Thomas Kirkman en 1850.
Ray-Chaudhuri est actif dans le développement du design combinatoire.

## Prix et honneurs
Ray-Chaudhuri est conférencier invité au congrès international des mathématiciens de 1970 à Nice. Il est membre honoraire de l’Académie hongroise des sciences et fellow de l’American Mathematical Society. Il en 1999 est récipiendaire de la médaille Euler. Un colloque a eu lieu en son honneur à l'université de l'Ohio qui a donné lieu à une festschrift.
Parmi ses nombreux étudiants en thèse, il y a Richard M. Wilson (1969) Jeff Kahn ou Ákos Seress (de).